# 安徳 (小惑星)
安徳（あんとく、3686 Antoku）は、太陽系の小惑星のひとつ。火星と木星の間の軌道を公転している。群馬県尾島町で発見された。

## 命名
安徳天皇（1178年 - 1185年）に因んで命名された。安徳天皇は壇ノ浦の戦いで8歳にして崩御したが、在位中の1180年に平清盛が遷都を計画した福原（現在の神戸市）に行幸し、半年程度であったが滞在した。兵庫県にゆかりがある天皇である。